# Berkesi András
Berkesi András (születéskori neve Bencsik András) (Budapest, 1919. november 30. – Budapest, 1997. szeptember 14.) 1945-től a Katonapolitikai Osztály, majd az ÁVH tisztje, krimiíró, a Kádár-korszak egyik leginkább támogatott szerzője.

## Élete
Szülei Berkesi Ernő (1886–1975) és Kazinczi Erzsébet. Apai nagyszülei Bencsik Mihály és Nagy Lídia. Anyai nagyszülei Kazinczi Kálmán és Mikola Rozália (1858–1933).
1946–1950 között a Kereskedelmi Főiskola tanulója volt. 1946–1950 között a Közgazdaságtudományi Egyetem diákja volt.
Textilmunkásként, majd tisztviselőként dolgozott (1942–1945; Magyar Siemens Művek). 1945-1950 között a Honvédelmi Minisztérium Katonapolitikai Osztályának (KATPOL), majd őrnagyi rangban az Államvédelmi Hatóság (ÁVH) katonai elhárítási osztályának vizsgálótisztje; részt vett többek között Böröcz Sándor evangélikus lelkész kínvallatásában. 
A tábornokok perében ő tartóztatta le Somogyi Imre vezérőrnagyot Janikovszky Béla parancsára.
1950. szeptember 29-én letartóztatták, és elítélték szintén koncepciós perben, a börtönben a korábban általa megkínzott elítéltek verték félholtra. Ezt követően válogatott rabok között, zárkában, illetve börtönkórházban töltötte a büntetését. 1954-ben kiszabadult és rehabilitálták. 1956 októberének végén Kardos György 2-300 fős karhatalmi csapatának tagjaként a Belügyminisztérium József Attila utcai szárnyát védte a felkelők ellen. 1958–1962 között a Filmtudományi Intézet igazgatója volt.
1962–1964 között a Budapesti Filmstúdió dramaturgja volt. A forradalom után 1964–1976 között a Magvető Könyvkiadónál tevékenykedett.
1976–1984 között az Elzett Művek kulturális tanácsadója volt. 1984-ben nyugdíjba vonult. 1987-től a Nagy Lajos Irodalmi és Művészeti Társaság titkára, később elnökségi tagja volt.

## Művei
Legelső, Októberi vihar című írása a Kádár-rendszert támogató propagandaműnek tekinthető. Első négy regénye a Zrínyi Katonai Kiadónál jelent meg. Ezt követően a Magvető Könyvkiadó adta ki könyveit, melyek példányszáma: 4 941 000 volt. Több regényéből készült filmes illetve színházi adaptáció.
- Októberi vihar (1958)
- Kopjások (1959)
- Vihar után (1959)
- FB-86 (1960)
- Bunker (1960)
- Magány (1961)
- Játék a tisztességgel (1964)
- Sellő a pecsétgyűrűn  (1964)
- Húszévesek (1965)
- Három dráma Alcím: A kör bezárul/Villa Bécs mellett/Viszontlátásra, Harangvirág (1965)
- Pisztrángok és nagyhalak (1967)
- Küszöbök (1969)
- Alkonydomb (1970)
- Akik nyáron is fáznak (1971)
- A 13. ügynök (1972)
- Siratófal (1973)
- Hűség (1974)
- Szól a kakas már – Hídavatás – Thomson kapitány (1975)
- Megnyugvás és béke (1976)
- Különös ősz (1977)
- Kálvária (1977)
- Fönn az emeleten (1979)
- Ha az igazságra esküdtél… (1980)
- Barátok (1982)
- Az ezredes (1982)
- Vallomás (1983)
- Szerelem három tételben (1985)
- Útlevél a pokolba (1986)
- Az öt kódex titka (1987)
- Szélcsend (1987)
- A fekete mappa (1988)
- A gyűrű (1990)
- Mónika (1990)
- A bosszú (1991)
- Tűz a tanyán (1991)
- A tanút meg kell ölni! (1992)
- Bűnös vagy áldozat (1993)
- A sors keze (1994)
- A szenvedély csapdái (1995)
- Vakvágányon (1996)
- Aki az ördöggel cimborál (1997)
- Hihetetlen történet (1998)
- A zsoldos halála (2001)

## Díjai, elismerései
- Petőfi-emlékérem (1948)
- Magyar Népköztársasági Érdemérem aranyfokozata (1948, 1954)
- Szabadság Érdemrend bronzfokozata (1957)
- Munkás-paraszt Hatalomért emlékérem (1957)
- József Attila-díj (1959)
- SZOT-díj (1965)
- Jubileumi Emlékérem (1975)
- A Munka Érdemrend arany fokozata (1979)
- Honvédelmi Emlékérem aranyfokozata (1979)